# Shabaker
Shabaker är en minoritetsfolkgrupp som är bosatt främst kring Mosul i norra Irak. Det finns totalt mellan 200 000 och 500 000 shabaker och enligt vissa uppgifter utgör dessa en särskild etnisk folkgrupp. Många av dem själva men också flertalet utomstående bedömare och forskare identifierar dem emellertid som etniska kurder. En del av shabakerna anser sig vara turkmener. Majoriteten av dem, cirka 70 procent, anses tillhöra den shiitiska riktningen av islam.
Shabakerna säger att deras tro är en form av shiaislam, men deras tro och ritualer innehåller mycket lite av islam och kan karaktäriseras som en egen oberoende religion som är en blandning med komponenter från såväl islam som kristendom och andra religioner. Den har en egen helig bok - Buyruk – som är skriven på turkmeniska och har nära släktskap med Yazidism. 